# Argiope appensa
Argiope appensa là một loài nhện trong họ Araneidae.
Loài này thuộc chi Argiope. Argiope appensa được Charles Athanase Walckenaer miêu tả năm 1842.

## Hình ảnh

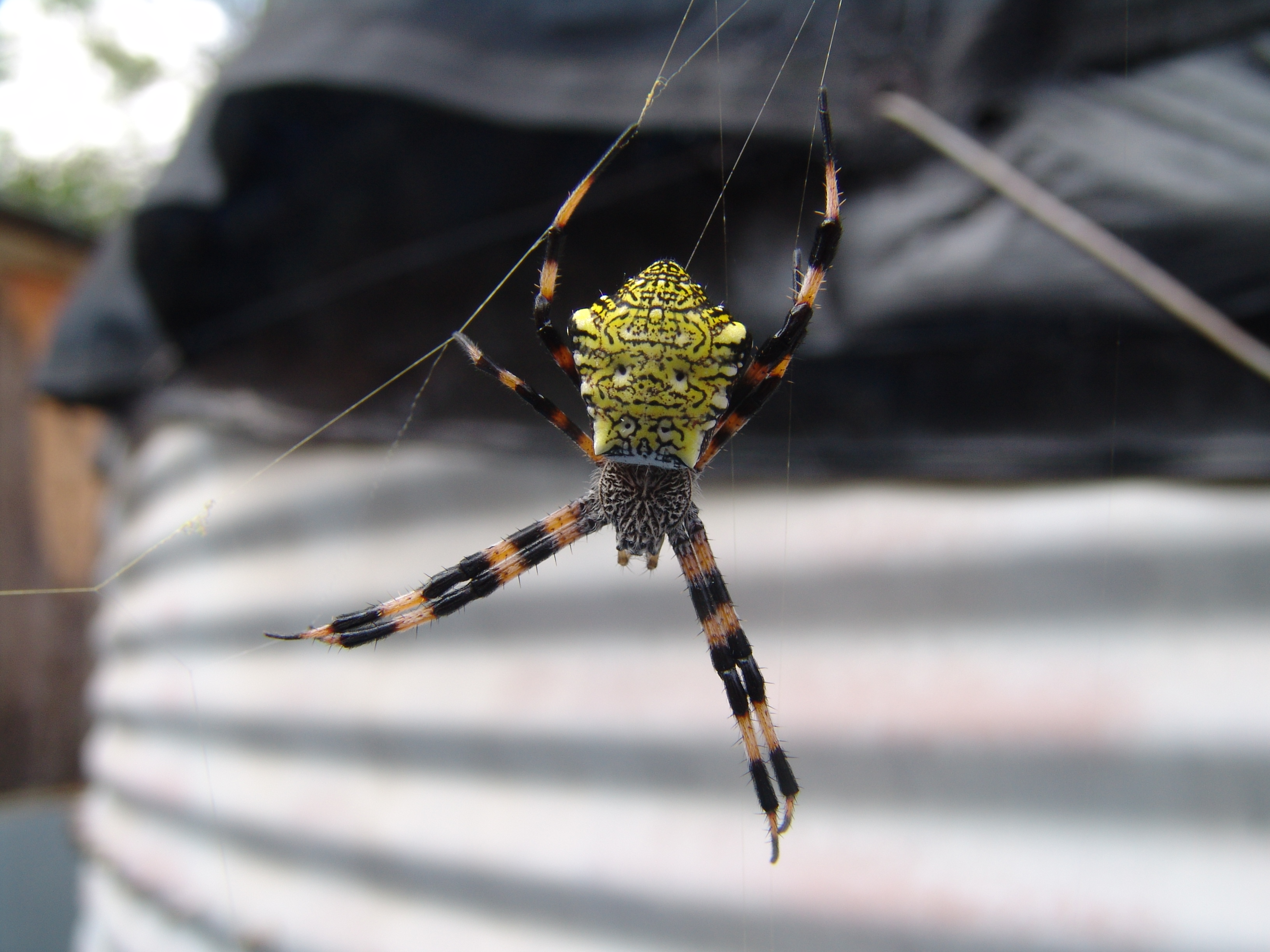
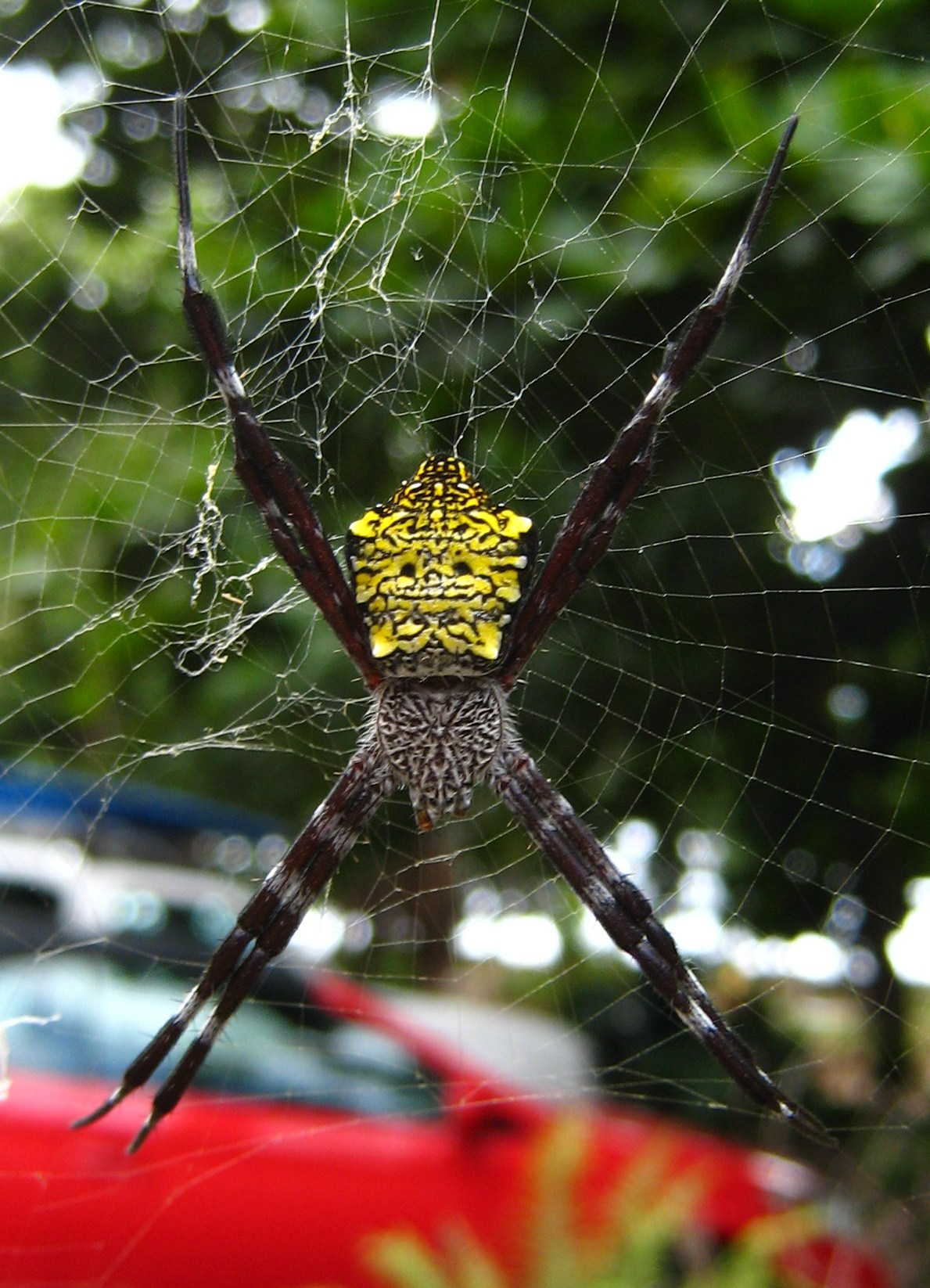
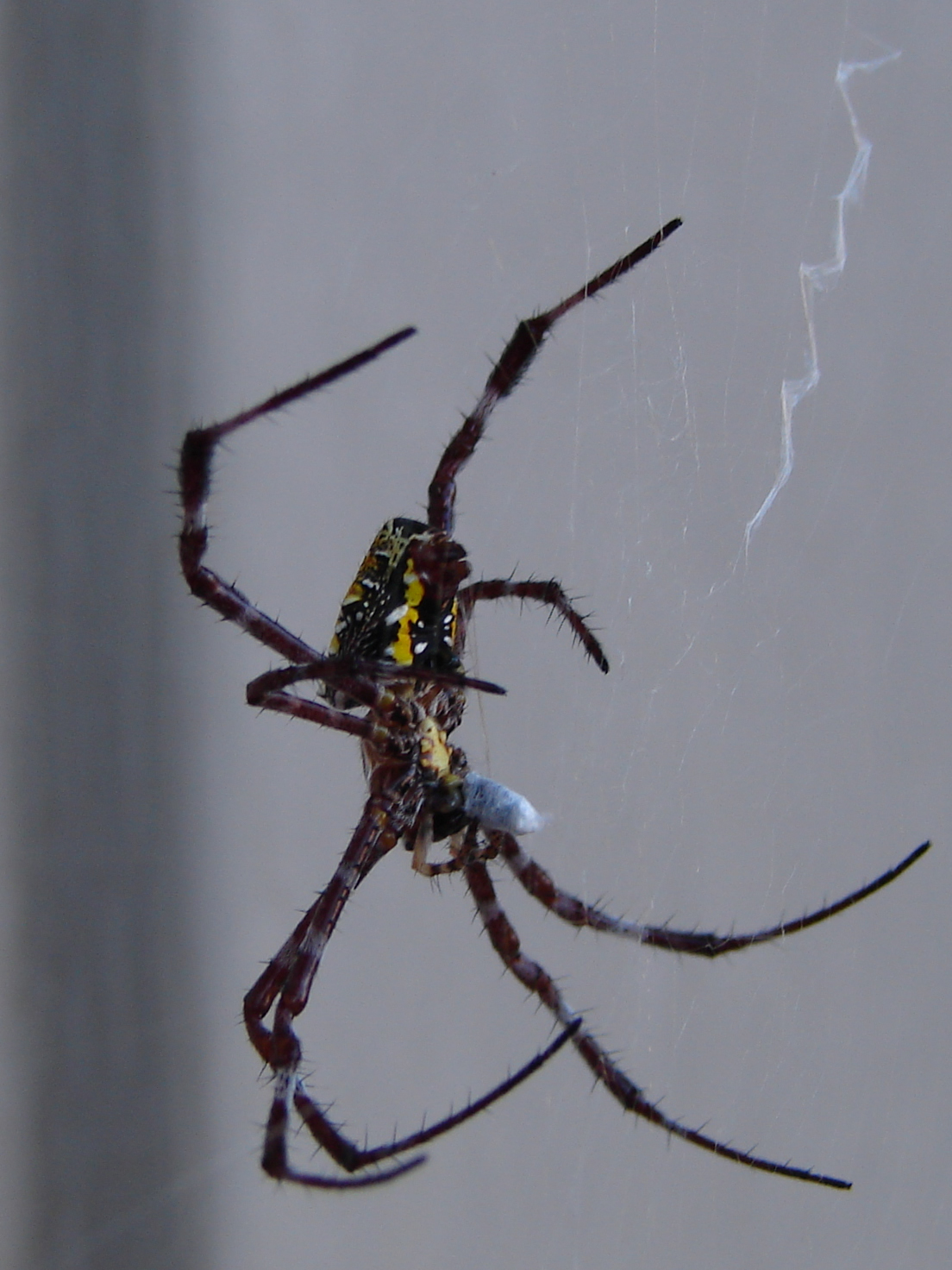
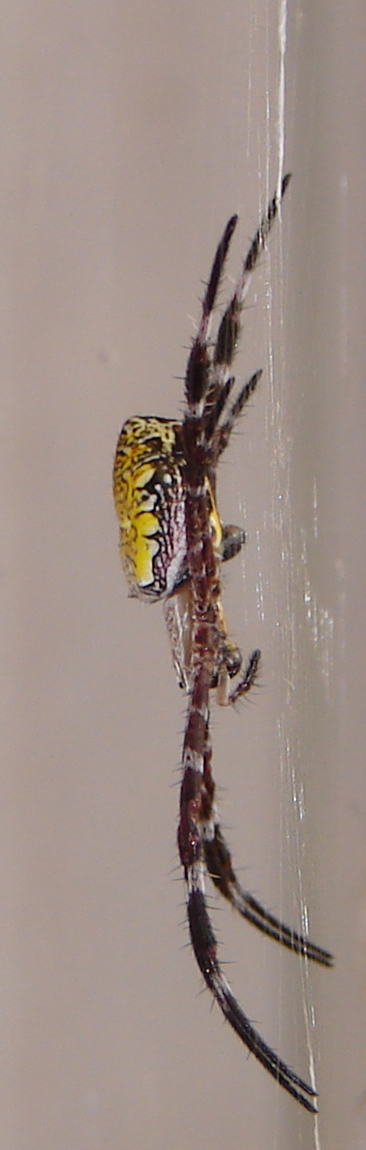